# Limoges Cercle Saint-Pierre
Il Limoges Cercle Saint-Pierre, noto semplicemente come Limoges CSP è una società cestistica avente sede a Limoges, in Francia.

## Storia
Fondata nel 1929, gioca nel campionato francese. Nel 2004 la società è fallita e la squadra è dovuta ripartire dalle serie minori con il nome di Limoges CSP Élite, per riprendere nel 2012 la denominazione attuale. Disputa le partite interne nel Palais des sports de Beaublanc, che ha una capacità di 5.500 spettatori. È l'unica squadra di pallacanestro francese ad aver conquistato l'Eurolega.

## Roster 2021-2022
Aggiornato al 3 luglio 2022.
|    | Naz.                   | Ruolo | Sportivo         | Anno | Alt. | Peso |  |
| -- | ---------------------- | ----- | ---------------- | ---- | ---- | ---- |  |
| 2  | Stati Uniti (bandiera) | G     | Gerry Blakes     | 1993 | 193  | 88   |  |
| 3  | Francia (bandiera)     | P     | Ludovic Beyhurst | 1999 | 172  | 71   |  |
| 5  | Francia (bandiera)     | G     | Timothé Crusol   | 2001 | 193  | 83   |  |
| 9  | Estonia (bandiera)     | A     | Siim-Sander Vene | 1990 | 203  | 97   |  |
| 10 | Francia (bandiera)     | AP    | Hugo Invernizzi  | 1993 | 198  | 95   |  |
| 11 | Stati Uniti (bandiera) | AG    | Kruize Pinkins   | 1993 | 201  | 104  |  |
| 13 | Francia (bandiera)     | AG    | Timothée Bazille | 1999 | 206  | 93   |  |
| 14 | Cuba (bandiera)        | C     | Grismay Paumier  | 1988 | 204  | 113  |  |
| 15 | Francia (bandiera)     | G     | Nicolas Lang     | 1990 | 199  | 90   |  |
| 24 | Stati Uniti (bandiera) | C     | Horace Spencer   | 1997 | 206  | 102  |  |
|    | Francia (bandiera)     | AP    | Assane Ndoye     | 1996 | 204  | 91   |  |

### Staff tecnico
- Allenatore:  Massimo Cancellieri
- Assistente:  Benjamin Villeger,  Romain Chenaud

## Cestisti

### Formazione Campione d'Europa nel 1993
| N° | Naz.                      | Ruolo | Sportivo          |  | Alt. |  |
| -- | ------------------------- | ----- | ----------------- |  | ---- |  |
| 4  | Francia (bandiera)        | P     | Frédéric Forte    |  | 192  |  |
| 5  | Francia (bandiera)        | G     | Jimmy Vérove      |  | 198  |  |
| 7  | Francia (bandiera)        | G     | Richard Dacoury   |  | 195  |  |
| 8  | Stati Uniti (bandiera)    | AP    | Michael Young     |  | 201  |  |
| 9  | Slovenia (bandiera)       | P     | Jure Zdovc        |  | 196  |  |
| 10 | Francia (bandiera)        | AP    | Jean-Marc Dupraz  |  | 197  |  |
| 12 | Costa d'Avorio (bandiera) | G     | Marc M'Bahia      |  | 198  |  |
| 13 | Francia (bandiera)        | C     | Franck Butter     |  | 210  |  |
| 14 | Francia (bandiera)        | AG    | Jim Bilba         |  | 198  |  |
| 15 | Francia (bandiera)        | C     | Willie Redden     |  | 208  |  |
| 16 | Jugoslavia (bandiera)     | G     | Duško Ivanović    |  | 196  |  |
|    | Jugoslavia (bandiera)     | All.  | Božidar Maljković |  |      |  |

## Palmarès

### Titoli nazionali
- Campionato francese: 11

1982-1983, 1983-1984, 1984-1985, 1987-1988, 1988-1989, 1989-1990, 1992-1993, 1993-1994, 1999-2000, 2013-2014, 2014-2015
- Coppa di Francia: 3

1994, 1995, 2000
- Match des Champions: 1

2012
- Coppa della Federazione: 3

1982, 1983, 1985
- Tournoi des As: 2

1988, 1990

### Titoli internazionali
- Coppa dei Campioni: 1

1992-93
- Coppa delle Coppe: 1

1987-88
- Coppa Korać: 3

1981-82, 1982-83, 1999-00
- Partecipazioni al McDonald's Open: 2

1991, 1993